# Pat Corley
Pat Corley (Dallas, 1º giugno 1930 – Los Angeles, 11 settembre 2006) è stato un attore statunitense.

## Biografia
Texano, da giovane partecipò alla Guerra di Corea. Lavorò poi come cameriere. In seguito studiò recitazione all'Actors Studio di New York, dove ebbe come insegnante Uta Hagen. A partire dagli anni Settanta recitò in numerose serie televisive e film cinematografici.
Nel 1995 ottenne una candidatura (senza vincere il premio) agli Screen Actors Guild Award assieme al resto del cast di Murphy Brown, serie di cui fu fra i personaggi principali nelle prime otto stagioni.
Sposato in seconde nozze con l'attrice Iris Carter, da cui ebbe cinque figli, rimase vedovo nel 2005; morì a 76 anni per insufficienza cardiaca.

## Filmografia parziale

### Cinema
- Legge e disordine (Law and Disorder), regia di Ivan Passer (1974)
- The Black Marble, regia di Harold Becker (1980)
- Quattro passi sul lenzuolo (Loving Couples), regia di Jack Smight (1980)
- L'assoluzione (True Confessions), regia di Ulu Grosbard (1981)
- Night Shift - Turno di notte (Night Shift), regia di Ron Howard (1982)
- Pantera Rosa - Il mistero Clouseau (Curse of the Pink Panther), regia di Blake Edwards (1983)
- Due vite in gioco (Against All Odds), regia di Taylor Hackford (1984)
- Mr. Destiny, regia di James Orr (1990)
- Come Early Morning, regia di Joey Lauren Adams (2006)

### Televisione
- Alexander: The Other Side of Dawn, regia di John Erman – film TV (1977)
- Hill Street giorno e notte (Hill Street Blues) - serie TV, 6 episodi (1982-1986)
- Poliziotti alle Hawaii (Hawaiian Heat) - serie TV, 1 episodio (1984)
- La signora in giallo (Murder, She Wrote) - serie TV, episodio 2x15 (1986)
- Magnum, P.I. - serie TV, 1 episodio (1986)
- Murphy Brown - serie TV (1988-1996)
- Bayside School - Matrimonio a Las Vegas (Saved by the Bell – Wedding in Las Vegas) - film TV (1994)